# Richard Jordan (Architekt)
Richard Jordan (* 6. März 1847 in Wien; † 7. Februar 1922 ebenda; vollständiger Name: Richard Franz Jordan) war ein österreichischer Architekt und Baumeister des späten Historismus.

## Leben
Jordan stammte aus einer Wiener Familie. Sein Vater Leopold Jordan war Bauingenieur und Gemeinderat. Richard Jordan studierte von 1864 bis 1868 an der Akademie der bildenden Künste Wien bei Friedrich von Schmidt, in dessen Bauatelier er 1867 eintrat. Dort übernahm er die Bauleitung der Brigittakirche und der Lazaristenkirche. 1871 erhielt er die Baumeisterkonzession. Als Architekt spezialisierte sich Richard Jordan vor allem auf Kirchenbauten, von denen viele durch die Verwendung von Ziegelsichtmauerwerk in neuromanischen und neugotischen Formen charakterisiert sind. Gemeinsam mit Victor Luntz und Franz von Neumann gehörte er zu den meistbeschäftigten Architekten aus der Schule Friedrich von Schmidts. Richard Jordan wurde am Grinzinger Friedhof (Gruppe MA, Nummer 25A) beigesetzt.

## Bauten und Entwürfe

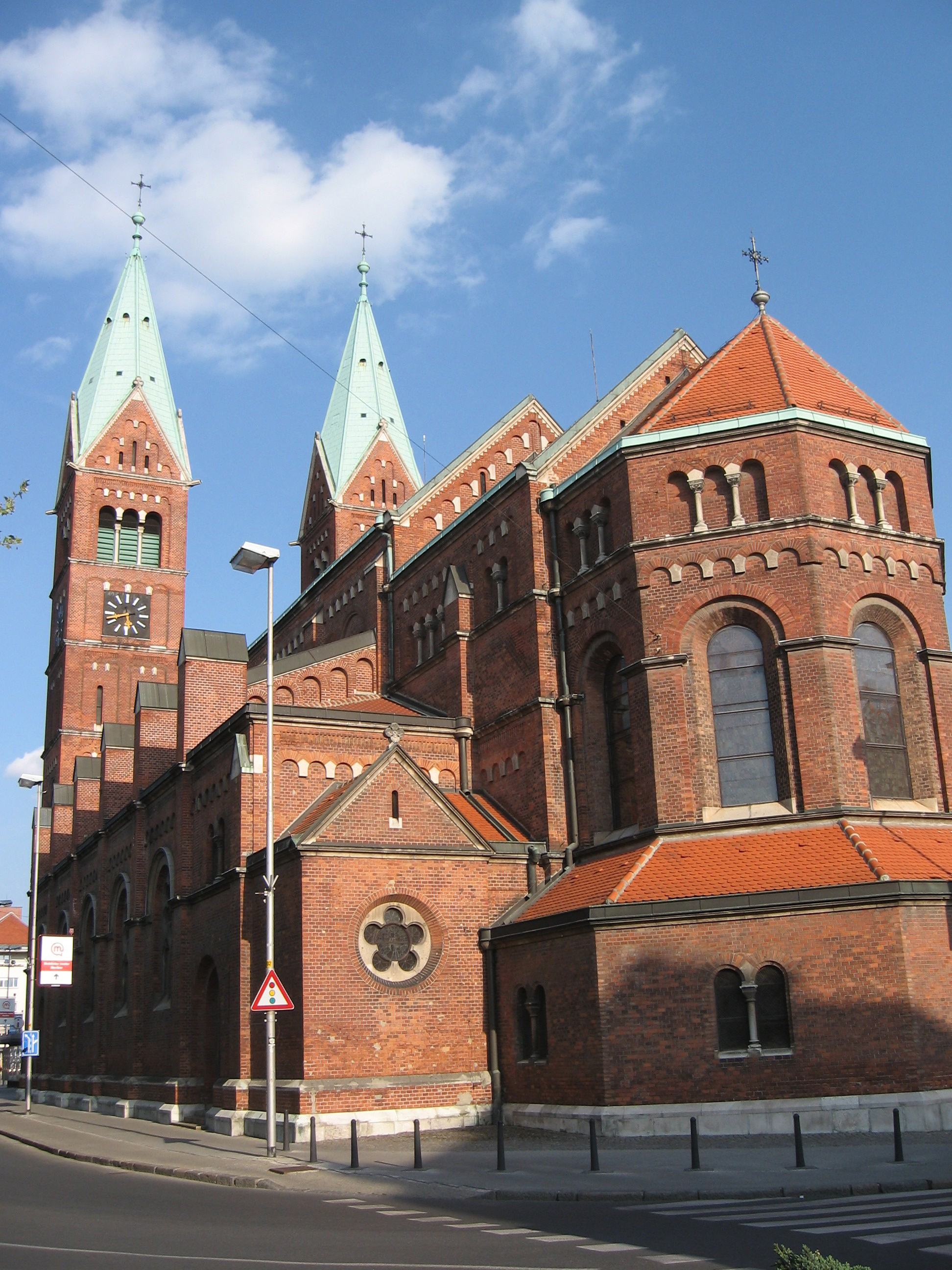
Basilika der Mutter der Barmherzigkeit in Marburg an der Drau (1892–1900)

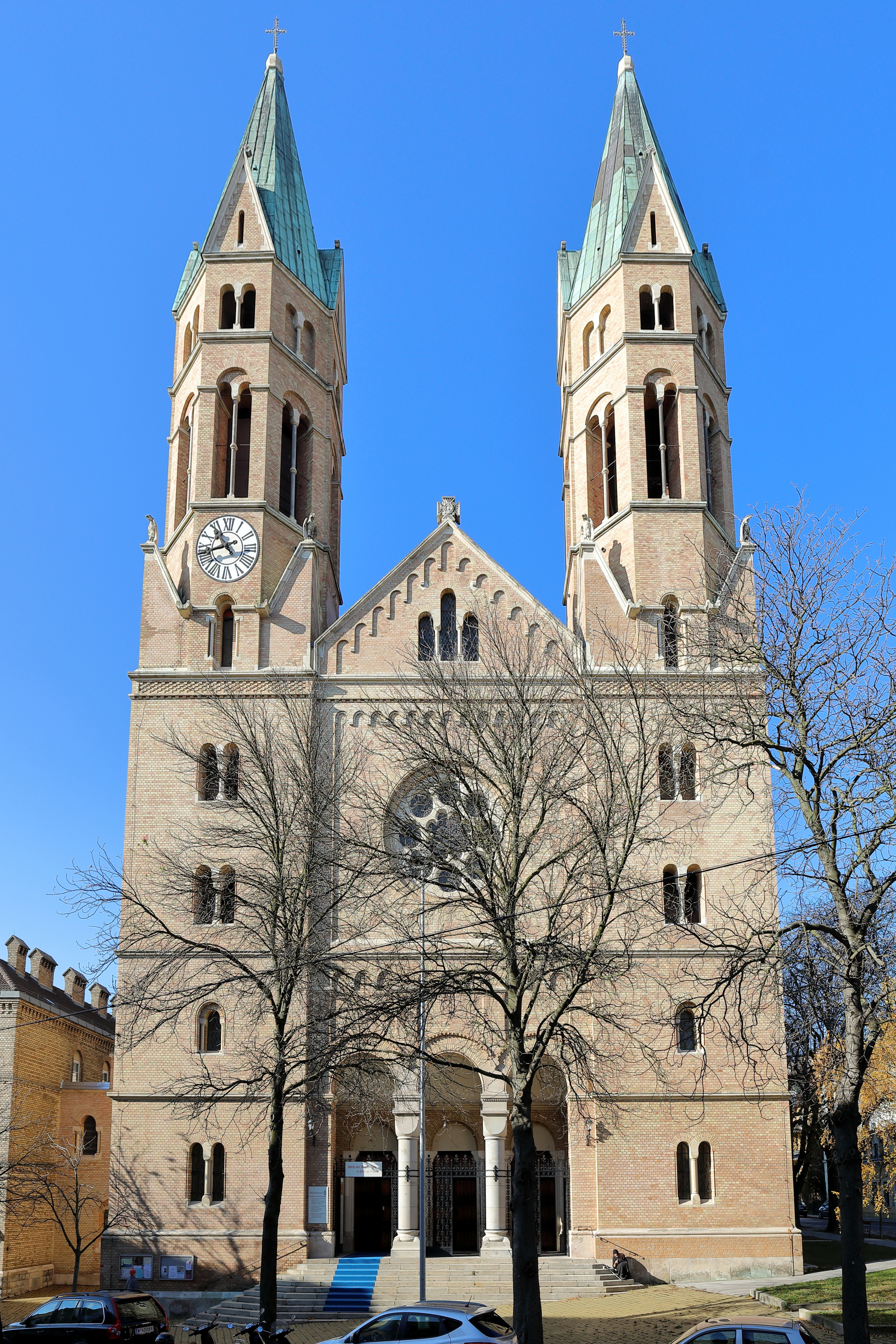
Karmelitenkloster Döbling (1898–1901)

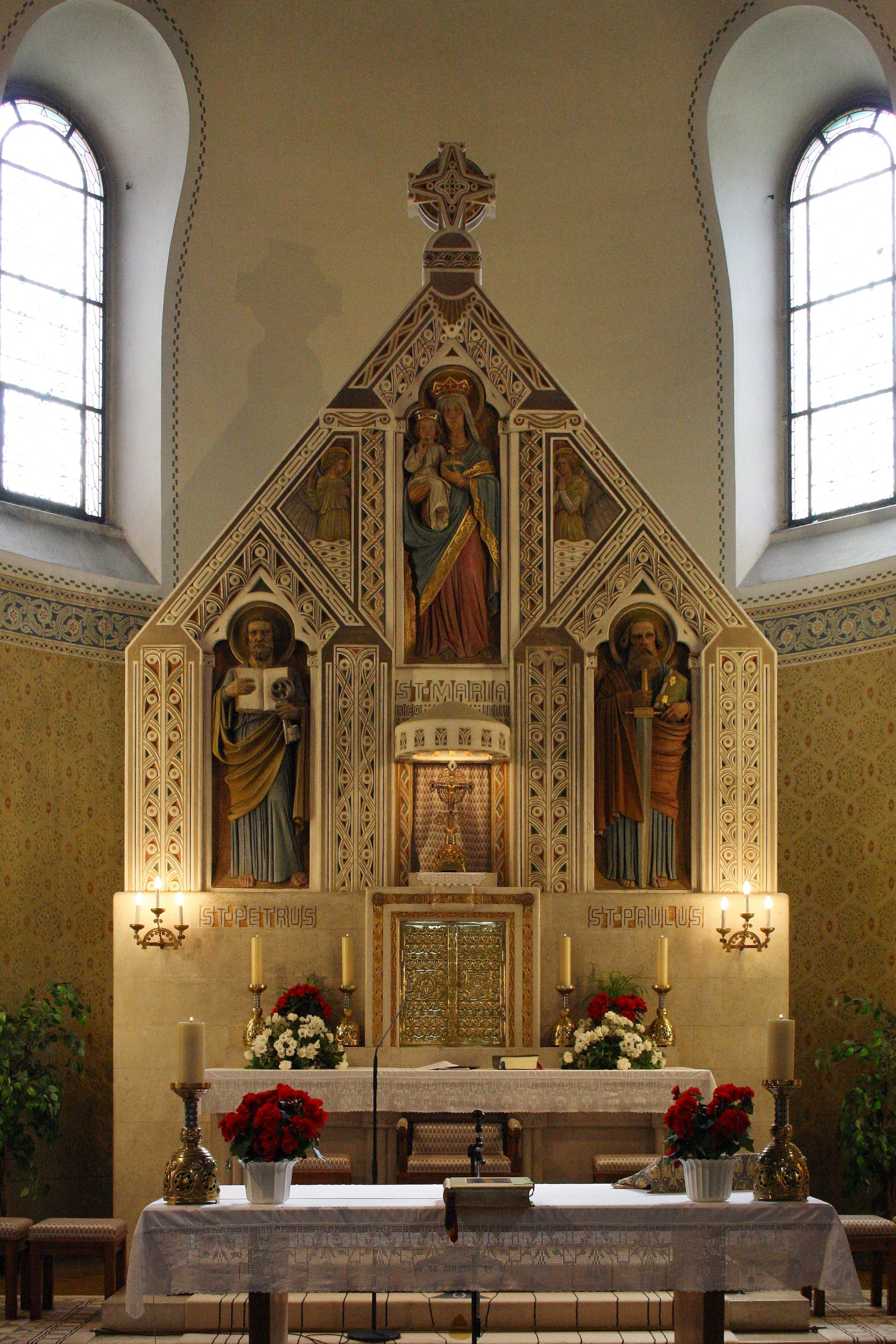
Jugendstil-Hochaltar in der Kierlinger Pfarrkirche (ausgeführt von Eduard Hauser)

- 1880–1881: Knabenseminar Hollabrunn
- 1881–1882: Hütteldorfer Pfarrkirche in Wien-Penzing
- 1881–1890: Norbertinum in Tullnerbach
- 1885–1886: Kapelle Maria Rosenkranzkönigin in Wien
- 1886–1890: Wallfahrtsbasilika Maria Puchheim
- 1886–1889: Redemptoristenkirche in Wien-Hernals
- 1887–1888: Klosterkirche Maria Immaculata in Wien-Floridsdorf
- 1887–1889: Vollendung der Pfarrkirche Lichtenwörth (gotisch / neugotisch)
- 1887–1891: Pfarrkirche Gersthof in Wien-Währing
- 1889–1894: Umbau und Erweiterung der Kalvarienbergkirche in Wien-Hernals
- 1890–1891: Muttergotteskirche in Wien-Landstraße
- 1891–1894: Sacré Coeur Pressbaum
- 1892–1899: Rekonstruktion der Kirchtürme nach den Bestandsplänen am Dom von Wiener Neustadt
- 1892–1900: Basilika der Mutter der Barmherzigkeit in Marburg an der Drau
- 1898–1901: Karmelitenkloster Döbling
- 1901–1902: Krahuletz-Museum in Eggenburg
- 1905:–1905 Notkirche Zur Unbefleckten Empfängnis Mariens in Wien-Meidling (1945 zerstört, heute Kirche Maria Empfängnis)
- 1904–1905: Pfarrkirche Gastern
- 1907–1909: Erweiterung der Wallfahrtskirche Maria Enzersdorf
- 1908–1909: Pfarrkirche Enzersfeld im Weinviertel
- ca. 1908–1912: drei Gebäude im Neurologischen Krankenhaus Rosenhügel in Wien-Hietzing
- 1912–1914: Kierlinger Pfarrkirche in Klosterneuburg
- 1913–1914: Dreifaltigkeitskirche in Wien-Favoriten
- 1919–1926: teilweiser Wiederaufbau der Filialkirche hl. Wolfgang in Kirchberg am Wechsel

## Auszeichnungen und Ehrungen
- 1873: Ritter des päpstlichen Silvesterordens
- 1874: Kaiserliches österreichisches Verdienstkreuz mit der Krone
- 1899: Allerhöchste Anerkennung des Kaisers für die Wiederherstellung des Doms von Wiener Neustadt
- 1906: Allerhöchste Anerkennung des Kaisers für die Errichtung von Notkirchen